# 636 Erika
636 Erika è un asteroide della fascia principale del diametro medio di circa 74,29 km. Scoperto nel 1907, presenta un'orbita caratterizzata da un semiasse maggiore pari a 2,9071384 UA e da un'eccentricità di 0,1752839, inclinata di 7,93355° rispetto all'eclittica.
L'origine del suo nome è sconosciuta.